# Retinoide
Retinoide sind chemische Substanzen, die in ihrer chemischen Struktur oder in ihrer biologischen Aktivität mit dem Retinol (Vitamin A) verwandt sind.

## Definitionsgeschichte
Die IUPAC-IUB-Kommission für Biochemische Nomenklatur definierte den Begriff „Retinoide“ 1982 als eine „Klasse von Komponenten, die aus vier Isopreneinheiten bestehen, die in einer Kopf-Schwanz-Verbindung stehen; alle Retinoide können formell von einer monozyklischen Elternkomponente abgeleitet werden, die fünf C=C-Doppelbindungen und eine funktionelle Gruppe am azyklischen Ende des Moleküls enthalten.“ Jedoch wurden in den 80er Jahren synthetische Komponenten gefunden, welche diese definierten Strukturanforderungen nicht erfüllten, in verschiedenen Retinoid-sensitiven, biologischen Assays jedoch wesentlich aktiver waren als Retinol. Als ergänzende oder ersetzende Definition wurde daher 1985 vorgeschlagen, dass „Retinoide eine Klasse von Substanzen sind, die spezifische biologische Antworten durch Bindung an und Aktivierung von Rezeptoren hervorrufen“.
Inzwischen sind auch einige Retinoide bekannt, die ihre biologische Aktivität nachweislich nicht über die Beteiligung von Rezeptoren entfalten.

## Therapeutisch eingesetzte Retinoide
Ausgewählte Retinoide kommen medizinisch-therapeutisch beim Menschen zum Einsatz. Man unterscheidet derzeit vier Generationen therapeutischer Retinoide:
1. Generation (nicht-aromatische Retinoide): Zu den nicht-aromatischen Retinoiden zählen Tretinoin (all-trans-Retinsäure) und sein Isomer Isotretinoin (13-cis-Retinsäure), die sowohl systemisch als auch topisch zum Einsatz kommen. Beide entstehen in vergleichsweise geringer Menge auch natürlich im Vitamin-A-Metabolismus des Menschen. Ferner wird auch das Alitretinoin (9-cis-Retinsäure) zur Behandlung verwendet.
2. Generation (monoaromatische Retinoide): Monoaromatische Retinoide sind Acitretin, Etretinat und Motretinid.
3. Generation (polyaromatische Retinoide ): Polyaromatische Retinoide sind Adapalen, Arotinoid, Acetylenretinoide und Tazaroten.
4. Generation: Trifaroten

## Wechselwirkungen
Bei der oralen Einnahme einzelner Retinoide wie zum Beispiel Acitretin, Alitretinoin oder Isotretinoin muss danach ein Abstand von mindestens einem Monat zur nächsten Blutspende eingehalten werden.